# Adam Walker (rugby à XIII)
Pour les articles homonymes, voir Adam Walker et Walker.

a Compétitions nationales et continentales officielles uniquement.

b Matchs officiels uniquement.
Adam Walker, né le 20 février 1991 à Bradford (Angleterre) et mort le 4 octobre 2022, est un joueur de rugby à XIII anglais d'origine écossaise évoluant au poste de pilier dans les années 2010. Il fait ses débuts professionnels avec Huddersfield en Super League en 2010. Objet de quelques prêts à Barrow en 2011 et Swinton en 2012, il décide de joindre Hull KR en 2013 où il dispute plus de cent matchs dont la finale de la Challenge Cup en 2015. Il signe en 2017 à St Helens mais ne parvient pas à s'y imposer et rejoint alors Wakefield. Peu après son arrivée, il est contrôlé positif à la cocaïne et se voit suspendu, Wakefield casse alors son contrat. Il rejoint en 2019 le club de Salford et y dispute la finale de la Super League en 2019.
Il connaît aussi la sélection écossaise remportant avec elle la Coupe d'Europe 2014 et disputant la Coupe du monde 2013.

## Biographie
Son frère jumeau, Jonathan Walker, est également joueur de rugby à XIII international écossais.

## Palmarès
- Collectif :
  - Vainqueur de la Coupe d'Europe : 2014 (Écosse)
  - Finaliste de la Super League : 2019 (Salford).
  - Finaliste de la Challenge Cup : 2015 (Hull KR).